# Gulfport (Illinois)
Pour les articles homonymes, voir Gulfport.
Gulfport, est un village du comté de Henderson dans l'Illinois, aux États-Unis,. Situé à l'ouest du comté, il est incorporé le 22 janvier 1934.

## Démographie
Lors du recensement de 2010, le village comptait une population de 54 habitants. Elle est estimée, en 2016, à 51 habitants.